# Sven Strömberg
Sven Emil Strömberg (ur. 22 stycznia 1911 w Karlskronie, zm. 22 października 1986 w Göteborgu) – szwedzki lekkoatleta specjalizujący się w biegach sprinterskich, medalista mistrzostw Europy.
Pierwszy występ Strömberga na arenie międzynarodowej miał miejsce w 1934 roku podczas I Mistrzostw Europy w Turynie. Wziął udział w dwóch konkurencjach. Na dystansie 400 metrów zajął czwarte miejsce w swoim biegu eliminacyjnym i z czasem 49,4 sekundy, co oznaczało dla niego koniec rywalizacji. W sztafecie 4 × 400 metrów szwedzka ekipa w składzie: Strömberg, Pihl, Ericson, von Wachenfeldt zdobyła brązowy medal z czasem 3:16,6 ulegając jedynie ekipom Niemiec i Francji.
Strömberg reprezentował Królestwo Szwecji podczas XI Letnich Igrzyskach Olimpijskich w 1936 roku w Berlinie, gdzie wystartował w dwóch konkurencjach. W biegu na 400 metrów z czasem 50,0 sekund zajął w swoim biegu eliminacyjnym czwarte miejsce, co oznaczało dla Szweda koniec udziału w zawodach. W sztafecie 4 × 400 metrów Strömberg biegł na pierwszej zmianie. Ekipa szwedzka w eliminacjach ukończyła start z czasem 3:14,6, zaś w finale - z czasem 3:13,0; co ostatecznie uplasowało ich na piątym miejscu.
Strömberg reprezentował barwy klubu Örgryte IS z Göteborga.

## Rekordy życiowe
- bieg na 400 metrów – 48,3 (1934)